# 200e division d'infanterie (Empire allemand)
La 200e division d'infanterie est une unité de l'armée allemande créée en 1916 qui participe à la Première Guerre mondiale initialement sur le front de l'est. Cette division est spécialisée dans le combat en montagne, elle combat dans les Carpates jusqu'en septembre 1917. Elle est alors transférée sur le front italien et participe à la bataille de Caporetto.
En février 1918, la division est transportée sur le front de l'ouest et participe à l'opération Michael. Au cours des mois de juin et juillet, elle est stationnée dans la Marne et participe à la bataille de Champagne

## Première Guerre mondiale

### Composition

#### 1916
- 2e brigade de jägers

3e régiment de jägers (à quatre bataillons)
4e régiment de jägers
5e régiment de jägers
- artillerie

257e régiment d'artillerie de campagne
2e batterie d'artillerie de montagne bavaroise

#### 1917
- 2e brigade de jägers

3e régiment de jägers (à quatre bataillons)
4e régiment de jägers
5e régiment de jägers
- cavalerie

1er escadron du 1er régiment d'uhlans transféré à la 208e division d'infanterie en juin 1917
2e escadron du 2e régiment d'uhlans
- artillerie

257e régiment d'artillerie de campagne
7e batterie d'artillerie de montagne bavaroise
- 220e bataillon de pionniers

#### 1918
- 2e brigade de jägers

3e régiment de jägers
4e régiment de jägers
5e régiment de jägers
- 2e escadron du 1er régiment d'uhlans
- artillerie

22e régiment d'artillerie de campagne
2e et 3e batteries du 26e régiment d'artillerie
- 42e bataillon de pionniers

### Historique
La division est formée en Galicie en juillet 1916 par le 3e régiment de jägers formé de quatre bataillons de skieurs issus de l'Alpenkorps ; par le 4e régiment de jägers (11e bataillon de jägers et 5e et 6e bataillons de jägers de réserve) et par le 5e régiment de jägers (17e, 18e et 23e bataillons de jägers de réserve).
La 200e division d'infanterie forme avec la 1re division d'infanterie le corps des Carpates.

#### 1916
- juillet - 1er septembre : engagée dans les Carpates, dans le secteur du col des Tatars, lors de la contre-attaque des Empires centraux faisant suite à l'offensive Broussilov.
- septembre 1916 - juillet 1917 : occupation et organisation d'un secteur du front au nord du mont Tomnatyk.

#### 1917
- juillet -septembre : engagée dans l'offensive allemande sur le Siret, puis organisation des positions conquises.
- fin septembre : retrait du front, transport par V.F. vers le front italien par Kolomya, Lviv, Cracovie, Vienne pour atteindre Ljubljana[1].
- 1er - 22 octobre : instruction et repos dans cette même région.
- 22 octobre - 23 novembre : mouvement vers le front ; à partir du 24 octobre, engagée dans la bataille de Caporetto progression en direction de Cividale del Friuli et de Udine où elle combat du 28 au 30 octobre.

3 novembre : prise de Codroipo.
23 novembre : progression de la division jusqu'à atteindre Quero sur le Piave.
- 23 novembre - 31 décembre : retrait du front, repos de quelques jours, puis mouvement de rocade. Occupation d'un secteur dans la région du mont Tomba, violents combats

#### 1918
- 1er - 31 janvier : retrait du front, repos dans la région de Belluno.
- 1er février - 26 mars : transport par V.F. sur le front de l'ouest par Santa Lucia, Rosenheim, Munich, Ulm, Fribourg-en-Brisgau, Colmar pour atteindre Béning-lès-Saint-Avold, repos ; puis début mars instruction dans la région de Saint-Avold[1].
- 26 mars - 7 avril : transport par V.F. par Marsal, Thionville, Luxembourg, Namur pour atteindre Cambrai[1].

28 - 31 mars : repos dans la région de Cambrai.
1er - 7 avril : mouvement par étapes vers le front par Guillaucourt et Moreuil au nord-ouest de Montdidier. Engagée dans l'opération Michael, relève de la 14e division d'infanterie à l'ouest de Moreuil.
- 8 avril - 19 mai : occupation d'un secteur à l'ouest de Moreuil. Relevée par la 192e division d'infanterie[1].
- 19 mai - 15 juillet : mouvement de rocade, occupation d'un secteur vers Le Quesnoy puis transport à Fère-en-Tardenois et occupation de secteur de front vers Château-Thierry et Caudry[2].
- 15 - 21 juillet : engagée dans la bataille de la Marne (bataille de Champagne), attaque à l'ouest de Dormans, franchissement de la Marne pour atteindre La Chapelle-Monthodon, les pertes de la divisions sont très importantes durant ces combats[n 1].
- 21 - 26 juillet : retrait du front, repos.
- 27 juillet - 3 août : mouvement vers le front, occupation d'un secteur vers Ronchères avec pour mission de protéger le repli des troupes allemandes de la poche de la Fère-en-Tardenois entre Sergy et le bois Meunière.
- 3 - 22 août : retrait du front, repos dans la région de Sedan.
- 22 août - 6 octobre : mouvement vers le front, relève de la 22e division de réserve dans le secteur de Souain[2]. Violents combats défensifs, la division est repoussée vers Saint-Étienne-à-Arnes et relevée par la 195e division d'infanterie le 6 octobre[2].
- 6 - 22 octobre : mouvements par étapes vers Barzy-en-Thiérache.
- 22 octobre - 11 novembre : relève de la 5e division de réserve et occupation d'un secteur vers Oisy près de Wassigny[2]. Après la signature de l'armistice, la division est rapatriée en Allemagne et dissoute au cours de l'année 1919.

## Chefs de corps
| Grade           | Nom                     | Date                             |
| --------------- | ----------------------- | -------------------------------- |
| Generalleutnant | Bernhard Boeß (de)      | 7 août 1916 - 8 avril 1917       |
| Generalleutnant | Karl Kreyenberg         | 10 - 14 septembre 1917           |
| Generalmajor    | Ernst von Below         | 14 septembre 1917 - 8 avril 1918 |
| Generalmajor    | Karl von Kleinhenz (de) | 9 avril - 28 mai 1918            |
| Generalmajor    | Ernst von Below         | 28 mai 1918 - 6 février 1919     |